# Jalšovík
Jalšovík (ungarisch Bozókalsók) ist eine Gemeinde in der Mitte der Slowakei mit 175 Einwohnern (Stand 31. Dezember 2024), die im Okres Krupina, einem Kreis des Banskobystrický kraj, liegt.

## Geographie
Die Gemeinde befindet sich in der Hochebene Krupinská planina, im Tal des Baches Jalšovík im Einzugsgebiet der Krupinica. Das Ortszentrum liegt auf einer Höhe von 340 m n.m. und ist acht Kilometer von Krupina entfernt (Straßenentfernung).
Nachbargemeinden sind Bzovík im Westen und Norden, Dolné Mladonice im Nordosten, Zemiansky Vrbovok im Osten, Kozí Vrbovok im Südosten und Süden und Horný Badín im Südwesten.

## Geschichte
Jalšovík wurde zum ersten Mal 1418 als Jelsoukh beziehungsweise Jelsouk schriftlich erwähnt. Der Name Utraque Elsko aus dem Jahr 1446 weist auf die Teilung des Ortes hin, danach bestanden bis 1902 zwei selbständige Orte namens Dolný Jalšovík (ungarisch Alsóalsók) und Horný Jalšovík (ungarisch Felsőalsók). Beide gehörten zum schon seit dem Mittelalter bestehenden Herrschaftsgebiet des Klosters in Bzovík.
Teile von Dolný Jalšovík gehörten im 17. Jahrhundert den Familien Szelényi, Bori und Balog. In den Jahren 1715 und 1720 gab es dort 16 Haushalte, 1828 zählte man 35 Häuser und 205 Einwohner, die als Landwirte beschäftigt waren.
Horný Jalšovík wurde in Urkunden bis 1578 aufgeführt, danach verschwand die Gemeinde gegen Ende des 16. Jahrhunderts aus der Landkarte aus einem unbekannten Grund. Erst im frühen 19. Jahrhundert entstand der Ort wieder als kleine Siedlung.
Bis 1918 gehörte der im Komitat Hont liegende Ort zum Königreich Ungarn und kam danach zur Tschechoslowakei beziehungsweise heute Slowakei. In der ersten tschechoslowakischen Republik war Jalšovík ein landwirtschaftlich geprägter Ort. Die Einwohner nahmen am Slowakischen Nationalaufstand teil.

## Bevölkerung
| Jahr                | 1994 | 2004    | 2014    | 2024    |
| ------------------- | ---- | ------- | ------- | ------- |
| Anzahl der Personen | 216  | 201     | 193     | 175     |
| Unterschied         |      | −6,94 % | −3,98 % | −9,32 % |

| Jahr                | 2023 | 2024    |
| ------------------- | ---- | ------- |
| Anzahl der Personen | 176  | 175     |
| Unterschied         |      | −0,56 % |

Nach der Volkszählung 2011 wohnten in Jalšovík 203 Einwohner, davon 195 Slowaken und fünf Roma. Drei Einwohner machten keine Angabe zur Ethnie.
187 Einwohner bekannten sich zur Römisch-katholischen Kirche, sieben Einwohner zur Evangelischen Kirche A. B. und ein Einwohner zur evangelisch-methodistischen Kirche. Vier Einwohner waren konfessionslos und bei vier Einwohnern wurde die Konfession nicht ermittelt.